# Система Тахтаджяна
Система Тахтаджяна — филогенетическая система классификации цветковых растений, одна из наиболее известных систем классификаций этой группы организмов. Создана советским ботаником Арменом Леоновичем Тахтаджяном (1910—2009). Содержит 38 надпорядков в составе 17 подклассов двух классов.

## Система отделаЦветковые растения(Divisio Magnoliophyta)

### Класс Magnoliopsida —Двудольные

#### Подкласс Magnoliidae
- Надпорядок Magnolianae
  - Magnoliales — Магнолиецветные
    - Семейства: Degeneriaceae, Himantandraceae, Magnoliaceae

  - Winterales — Винтероцветные
    - Семейство Winteraceae

  - Canellales — Канеллоцветные
    - Семейство Canellaceae

  - Illiciales — Бадьяноцветные
    - Семейства: Illiciaceae, Schisandraceae

  - Austrobaileyales[3] — Австробэйлиецветные
    - Семейство Austrobaileyaceae

  - Eupomatiales — Эвпоматиецветные
    - Семейство Eupomatiaceae

  - Annonales — Анноноцветные
    - Семейство Annonaceae

  - Myristicales — Мускатникоцветные
    - Семейство Myristicaceae

  - Aristolochiales — Кирказоноцветные
    - Семейство Aristolochiaceae
- Надпорядок Lactoridanae[4]
  - Lactoridales[5] — Лакторисоцветные
    - Семейство Lactoridaceae
- Надпорядок Piperanae
  - Piperales — Перцецветные
    - Семейства: Saururaceae, Piperaceae, Peperomiaceae
- Надпорядок Lauranae
  - Laurales — Лавроцветные
    - Семейства: Amborellaceae, Trimeniaceae, Monimiaceae, Gomortegaceae, Hernandiaceae, Lauraceae

  - Calycanthales — Каликантоцветные
    - Семейства: Calycanthaceae, Idiospermaceae

  - Chloranthales — Хлорантоцветные
    - Семейство Chloranthaceae
- Надпорядок Rafflesianae
  - Hydnorales — Гиднороцветные
    - Семейство Hydnoraceae

  - Rafflesiales — Раффлезиецветные
    - Семейства: Apodanthaceae, Mitrastemonaceae, Rafflesiaceae, Cytinaceae
- Надпорядок Balanophoranae
  - Cynomoriales — Циномориецветные
    - Семейство Cynomoriaceae

  - Balanophorales — Баланофороцветные
    - Семейства: Mystropetalaceae, Dactylanthaceae, Lophophytaceae, Sarcophytaceae, Scybaliaceae, Heloseaceae, Langsdorffiaceae, Balanophoraceae

#### Подкласс Nymphaeidae
- Надпорядок Nymphaeanae
  - Hydropeltidales — Гидропельтисоцветные
    - Семейства: Hydropeltidaceae, Cabombaceae

  - Nymphaeales — Кувшинкоцветные
    - Семейства: Nupharaceae, Nymphaeaceae, Barclayaceae
- Надпорядок Ceratophyllanae
  - Ceratophyllales — Роголистникоцветные
    - Семейство Ceratophyllaceae

#### Подкласс Nelumbonidae
- Надпорядок Nelumbonanae
  - Nelumbonales — Лотосоцветные
    - Семейство Nelumbonaceae

#### Подкласс Ranunculidae
- Надпорядок Ranunculanae
  - Lardizabalales — Лардизабалоцветные
    - Семейства: Lardizabalaceae, Sargentodoxaceae

  - Menispermales — Мениспермоцветные
    - Семейство Menispermaceae

  - Berberidales — Барбарисоцветные
    - Семейства: Nandinaceae, Berberidaceae, Ranzaniaceae, Podophyllaceae

  - Ranunculales — Лютикоцветные
    - Семейство Ranunculaceae

  - Circaeasterales — Цирцеастроцветные
    - Семейства: Kingdoniaceae, Circaeasteraceae

  - Hydrastidales — Гидрастисоцветные
    - Семейство Hydrastidaceae

  - Glaucidiales — Глауцидиецветные
    - Семейство Glaucidiaceae

  - Paeoniales — Пионоцветные
    - Семейство Paeoniaceae

  - Papaverales[6] — Макоцветные
    - Семейства: Papaveraceae, Pteridophyllaceae, Hypecoaceae, Fumariaceae

#### Подкласс Caryophyllidae
- Надпорядок Caryophyllanae
  - Caryophyllales — Гвоздичноцветные
    - Семейства: Phytolaccaceae, Gisekiaceae, Agdestidaceae, Barbeuiaceae, Achatocarpaceae, Petiveriaceae, Nyctaginaceae, Aizoaceae, Sesuviaceae, Tetragoniaceae, Stegnospermataceae, Portulacaceae, Hectorellaceae, Basellaceae, Halophytaceae, Cactaceae, Didiereaceae, Molluginaceae, Caryophyllaceae, Amaranthaceae, Chenopodiaceae
- Надпорядок Gyrostemonanae
  - Gyrostemonales — Гиростемоцветные
    - Семейство Gyrostemonaceae
- Надпорядок Polygonanae
  - Polygonales — Гречихоцветные
    - Семейство Polygonaceae
- Надпорядок Plumbaginanae
  - Plumbaginales — Свинчаткоцветные
    - Семейство Plumbaginaceae

#### Подкласс Hamamelididae
- Надпорядок Trochodendranae
  - Trochodendrales — Троходендроцветные
    - Семейства: Trochodendraceae, Tetracentraceae

  - Cercidiphyllales — Багрянникоцветные
    - Семейство Cercidiphyllaceae

  - Eupteleales — Эуптелеецветные
    - Семейство Eupteleaceae
- Надпорядок Myrothamnanae
  - Myrothamnales — Миротамноцветные
    - Семейство Myrothamnaceae
- Надпорядок Hamamelidanae
  - Hamamelidales — Гамамелисоцветные
    - Семейства: Hamamelidaceae, Altingiaceae, Platanaceae
- Надпорядок Barbeyanae
  - Barbeyales[7] — Барбейецветные
    - Семейство Barbeyaceae
- Надпорядок Daphniphyllanae
  - Daphniphyllales — Волчелистникоцветные
    - Семейство Daphniphyllaceae

  - Balanopales — Баланопоцветные
    - Семейство Balanopaceae
- Надпорядок Buxanae
  - Didymelales — Дидимелесоцветные
    - Семейство Didymelaceae

  - Buxales — Самшитоцветные
    - Семейство Buxaceae

  - Simmondsiales — Симмондсиецветные
    - Семейство Simmondsiaceae
- Надпорядок Faganae
  - Fagales — Букоцветные
    - Семейства: Fagaceae, Nothofagaceae

  - Corylales — Лещиноцветные
    - Семейства: Betulaceae, Corylaceae, Ticodendraceae
- Надпорядок Casuarinanae
  - Casuarinales — Казуариноцветные
    - Семейство Casuarinaceae
- Надпорядок Juglandanae
  - Myricales — Восковницецветные
    - Семейство Myricaceae

  - Rhoipteleales — Руаптелеецветные
    - Семейство Rhoipteleaceae

  - Juglandales — Орехоцветные
    - Семейство Juglandaceae

#### Подкласс Dilleniidae
- Надпорядок Dillenianae
  - Dilleniales — Диллениецветные
    - Семейство Dilleniaceae
- Надпорядок Theanae
  - Paracryphiales — Паракрифиецветные
    - Семейство Paracryphiaceae

  - Theales — Чаецветные
    - Семейства: Stachyuraceae, Theaceae, Asteropeiaceae, Pentaphylacaceae, Tetrameristaceae, Oncothecaceae, Marcgraviaceae, Caryocaraceae, Pellicieraceae

  - Hypericales — Зверобоецветные
    - Семейства: Bonnetiaceae, Clusiaceae, Hypericaceae

  - Physenales — Физеноцветные
    - Семейство Physenaceae

  - Medusagynales — Медузагиноцветные
    - Семейство Medusagynaceae

  - Ochnales — Охноцветные
    - Семейства: Strasburgeriaceae, Ochnaceae, Sauvagesiaceae, Lophiraceae, Quiinaceae, Scytopetalaceae

  - Elatinales — Повойничкоцветные
    - Семейство Elatinaceae

  - Ancistrocladales — Анцистрокладоцветные
    - Семейство Ancistrocladaceae

  - Dioncophyllales — Дионкофиллоцветные
    - Семейство Dioncophyllaceae

  - Lecythidales — Лецитисоцветные
    - Семейства: Barringtoniaceae, Lecythidaceae, Napoleonaeaceae, Foetidiaceae,
- Надпорядок Sarracenianae
  - Sarraceniales — Саррацениецветные
    - Семейство Sarraceniaceae
- Надпорядок Nepenthanae
  - Nepenthales — Непентесоцветные
    - Семейство Nepenthaceae

  - Droserales — Росянкоцветные
    - Семейство Droseraceae
- Надпорядок Ericanae
  - Actinidiales — Актинидиецветные
    - Семейство Actinidiaceae

  - Ericales — Верескоцветные
    - Семейства: Clethraceae, Cyrillaceae, Ericaceae, Epacridaceae, Empetraceae

  - Diapensiales — Диапенсиецветные
    - Семейство Diapensiaceae

  - Bruniales — Бруниецветные
    - Семейства: Bruniaceae, Grubbiaceae

  - Geissolomatales — Гейссоломоцветные
    - Семейство Geissolomataceae

  - Fouquieriales — Фукьериецветные
    - Семейство Fouquieriaceae
- Надпорядок Primulanae
  - Styracales — Стираксоцветные
    - Семейства: Styracaceae, Symplocaceae, Ebenaceae, Lissocarpaceae

  - Sapotales — Сапотоцветные
    - Семейство Sapotaceae

  - Myrsinales — Мирсиноцветные
    - Семейства: Myrsinaceae, Theophrastaceae

  - Primulales — Первоцветные
    - Семейство Primulaceae
- Надпорядок Violanae
  - Violales — Фиалкоцветные
    - Семейства: Berberidopsidaceae, Aphloiaceae, Bembiciaceae, Flacourtiaceae, Lacistemataceae, Peridiscaceae, Violaceae, Dipentodontaceae, Scyphostegiaceae

  - Passiflorales — Страстоцветные
    - Семейства: Passifloraceae, Turneraceae, Malesherbiaceae, Achariaceae

  - Caricales — Папайецветные
    - Семейство Caricaceae

  - Salicales — Ивоцветные
    - Семейство Salicaceae

  - Tamaricales — Гребенщикоцветные (Тамарискоцветные)
    - Семейства: Reaurmuriaceae, Tamaricaceae, Frankeniaceae

  - Cucurbitales — Тыквоцветные
    - Семейство Cucurbitaceae

  - Begoniales — Бегониецветные
    - Семейства: Datiscaceae, Tetramelaceae, Begoniaceae

  - Capparales — Каперсоцветные
    - Семейства: Capparaceae, Pentadiplandraceae, Koeberliniaceae, Brassicaceae, Tovariaceae, Resedaceae

  - Moringales — Морингоцветные
    - Семейство Moringaceae

  - Batales —
    - Семейство Bataceae
- Надпорядок Malvanae
  - Cistales — Ладанникоцветные
    - Семейства: Bixaceae, Cochlospermaceae, Cistaceae

  - Elaeocarpales — Элеокарпоцветные
    - Семейство Elaeocarpaceae

  - Malvales — Просвирникоцветные (Мальвоцветные)
    - Семейства: Tiliaceae, Dirachmaceae, Monotaceae, Dipterocarpaceae, Sarcolaenaceae, Plagiopteraceae, Huaceae, Sterculiaceae, Diegodendraceae, Sphaerosepalaceae, Bombacaceae, Malvaceae
- Надпорядок Urticanae
  - Urticales — Крапивоцветные
    - Семейства: Ulmaceae, Moraceae, Cannabaceae, Cecropiaceae, Urticaceae
- Надпорядок Euphorbianae
  - Euphorbiales — Молочаецветные
    - Семейства: Euphorbiaceae, Pandaceae, Aextoxicaceae, Dichapetalaceae

  - Thymelaeales — Ягодкоцветные
    - Семейства: Gonystylaceae, Thymelaeaceae

#### Подкласс Rosidae
- Надпорядок Saxifraganae
  - Cunoniales — Кунониецветные
    - Семейства: Cunoniaceae, Davidsoniaceae, Eucryphiaceae, Brunelliaceae

  - Saxifragales — Камнеломкоцветные
    - Семейства: Tetracarpaeaceae, Penthoraceae, Crassulaceae, Saxifragaceae, Grossulariaceae, Pterostemonaceae, Iteaceae, Eremosynaceae, Vahliaceae

  - Cephalotales — Цефалотоцветные
    - Семейство Cephalotaceae

  - Greyiales — Грейецветные
    - Семейство Greyiaceae

  - Francoales —
    - Семейство Francoaceae

  - Haloragales — Сланоягодникоцветные
    - Семейство Haloragaceae

  - Podostemales — Подостемоноцветные
    - Семейство Podostemaceae

  - Gunnerales — Гуннероцветные
    - Семейство Gunneraceae
- Надпорядок Rosanae
  - Rosales — Розоцветные
    - Семейства: Rosaceae, Neuradaceae

  - Crossosomatales — Кроссосомоцветные
    - Семейство Crossosomataceae

  - Chrysobalanales — Хризобаланоцветные
    - Семейство Chrysobalanaceae
- Надпорядок Rhizophoranae
  - Anisophylleales — Анизофиллеецветные
    - Семейство Anisophylleaceae

  - Rhizophorales — Ризофороцветные
    - Семейство Rhizophoraceae
- Надпорядок Myrtanae
  - Myrtales — Миртоцветные
    - Семейства: Alzateaceae, Rhynchocalycaceae, Penaeaceae, Oliniaceae, Combretaceae, Crypteroniaceae, Memecylaceae, Melastomataceae, Lythraceae, Punicaceae, Duabangaceae, Sonneratiaceae, Onagraceae, Trapaceae, Psiloxylaceae, Heteropyxidaceae, Myrtaceae
- Надпорядок Fabanae[8]
  - Fabales — Бобовоцветные
    - Семейство Fabaceae
- Надпорядок Rutanae
  - Sapindales — Сапиндоцветные
    - Семейства: Staphyleaceae, Tapisciaceae, Melianthaceae, Sapindaceae, Hippocastanaceae, Aceraceae, Bretschneideraceae, Akaniaceae

  - Tropaeolales — Настурциецветные
    - Семейство Tropaeolaceae

  - Sabiales — Сабиецветные
    - Семейства: Sabiaceae, Meliosmaceae

  - Connarales — Коннароцветные
    - Семейство Connaraceae

  - Rutales — Рутоцветные
    - Семейства: Rutaceae, Rhabdodendraceae, Cneoraceae, Simaroubaceae, Surianaceae, Irvingiaceae, Kirkiaceae, Ptaeroxylaceae, Tepuianthaceae, Meliaceae

  - Leitneriales — Лейтнериецветные
    - Семейство Leitneriaceae

  - Coriariales —
    - Семейство Coriariaceae

  - Burserales — Бурзероцветные
    - Семейства: Burseraceae, Anacardiaceae, Podoaceae
- Надпорядок Geranianae
  - Linales — Лёноцветные
    - Семейства: Hugoniaceae, Linaceae, Ctenolophonaceae, Ixonanthaceae, Humiriaceae, Erythroxylaceae

  - Oxalidales — Кисличноцветные
    - Семейства: Oxalidaceae, Lepidobotryaceae

  - Geraniales — Гераниецветные
    - Семейства: Hypseocharitaceae, Vivianiaceae, Geraniaceae, Ledocarpaceae, Rhynchothecaceae

  - Biebersteiniales — Биберштейниецветные
    - Семейство Biebersteiniaceae

  - Balsaminales — Бальзаминоцветные
    - Семейство Balsaminaceae

  - Zygophyllales — Парнолистникоцветные
    - Семейства: Zygophyllaceae, Peganaceae, Balanitaceae, Nitrariaceae, Tetradiclidaceae

  - Vochysiales — Вошизиецветные
    - Семейства: Malpighiaceae, Trigoniaceae, Vochysiaceae, Tremandraceae, Krameriaceae

  - Polygalales — Истодоцветные
    - Семейства: Polygalaceae, Xanthophyllaceae, Emblingiaceae
- Надпорядок Corynocarpanae[9]
  - Corynocarpales — Коринокарпоцветные
    - Семейство Corynocarpaceae
- Надпорядок Celastranae
  - Brexiales — Брексиецветные
    - Семейства: Ixerbaceae, Brexiaceae, Rousseaceae

  - Parnassiales — Белозороцветные
    - Семейства: Parnassiaceae, Lepuropetalaceae

  - Celastrales — Бересклетоцветные
    - Семейства: Goupiaceae, Celastraceae, Lophopyxidaceae, Stackhousiaceae

  - Salvadorales — Сальвадороцветные
    - Семейство Salvadoraceae

  - Icacinales — Икациноцветные
    - Семейства: Aquifoliaceae, Phellinaceae, Icacinaceae, Sphenostemonaceae

  - Metteniusales —
    - Семейство Metteniusaceae

  - Cardiopteridales — Кардиоптерисоцветные
    - Семейство Cardiopteridaceae
- Надпорядок Santalanae
  - Medusandrales — Медузандроцветные
    - Семейство Medusandraceae

  - Santalales — Санталоцветные
    - Семейства: Olacaceae, Opiliaceae, Aptandraceae, Octoknemaceae, Santalaceae, Misodendraceae, Loranthaceae,  Viscaceae, Eremolepidaceae
- Надпорядок Rhamnanae
  - Rhamnales — Крушиноцветные
    - Семейство Rhamnaceae

  - Elaeagnales — Лохоцветные
    - Семейство Elaeagnaceae
- Надпорядок Proteanae
  - Proteales — Протеецветные
    - Семейство Proteaceae
- Надпорядок Vitanae
  - Vitales — Виноградоцветные
    - Семейства: Vitaceae, Leeaceae

#### Подкласс Cornidae
- Надпорядок Cornanae
  - Hydrangeales — Гортензиецветные
    - Семейства: Escalloniaceae, Hydrangeaceae, Abrophyllaceae, Argophyllaceae, Corokiaceae, Alseuosmiaceae, Carpodetaceae, Phyllonomaceae, Pottingeriaceae, Tribelaceae, Melanophyllaceae, Montiniaceae, Kaliphoraceae, Columelliaceae

  - Desfontainiales — Дефонтениецветные
    - Семейство Desfontainiaceae

  - Roridulales — Роридулоцветные
    - Семейство Roridulaceae

  - Cornales — Кизилоцветные
    - Семейства: Davidiaceae, Nyssaceae, Mastixiaceae, Curtisiaceae, Cornaceae, Alangiaceae

  - Garryales — Гарриецветные
    - Семейство Garryaceae

  - Aucubales — Аукубоцветные
    - Семейство Aucubaceae

  - Griseliniales — Гризелиниецветные
    - Семейство Griseliniaceae

  - Eucommiales — Эукоммиецветные
    - Семейство Eucommiaceae

  - Aralidiales —
    - Семейство Aralidiaceae

  - Toricelliales — Торичеллиецветные
    - Семейство Toricelliaceae
- Надпорядок Aralianae
  - Helwingiales — Гельвингиецветные
    - Семейство Helwingiaceae

  - Araliales — Аралиецветные
    - Семейства: Araliaceae, Hydrocotylaceae, Apiaceae

  - Pittosporales — Питтоспороцветные
    - Семейство Pittosporaceae

  - Byblidales — Библисоцветные
    - Семейство Byblidaceae
- Надпорядок Dipsacanae
  - Viburnales — Калиноцветные
    - Семейство Viburnaceae

  - Adoxales — Адоксоцветные
    - Семейства: Sambucaceae, Adoxaceae

  - Dipsacales — Ворсянкоцветные
    - Семейства: Caprifoliaceae, Valerianaceae, Triplostegiaceae, Dipsacaceae, Morinaceae

#### Подкласс Lamiidae
- Надпорядок Gentiananae
  - Gentianales — Горечавкоцветные
    - Семейства: Gelsemiaceae, Loganiaceae, Strychnaceae, Antoniaceae, Spigeliaceae, Gentianaceae, Saccifoliaceae, Geniostomaceae, Plocospermataceae

  - Rubiales — Мареноцветные
    - Семейства: Dialypetalanthaceae, Rubiaceae, Theligonaceae, Carlemanniaceae

  - Apocynales — Кутроцветные
    - Семейство Apocynaceae
- Надпорядок Solananae
  - Solanales — Паслёноцветные
    - Семейства: Solanaceae, Sclerophylacaceae, Duckeodendraceae, Goetzeaceae

  - Convolvulales — Вьюнковоцветные
    - Семейства: Convolvulaceae, Cuscutaceae

  - Polemoniales — Синюхоцветные
    - Семейство Polemoniaceae

  - Boraginales — Бурачникоцветные
    - Семейства: Hydrophyllaceae, Boraginaceae, Tetrachondraceae, Hoplestigmataceae, Lennoaceae

  - Limnanthales — Лимнантоцветные
    - Семейство Limnanthaceae
- Надпорядок Loasanae
  - Loasales — Лоазоцветные
    - Семейство Loasaceae
- Надпорядок Oleanae
  - Oleales — Маслиноцветные
    - Семейство Oleaceae
- Надпорядок Lamianae
  - Scrophulariales — Норичникоцветные
    - Семейства: Buddlejaceae, Retziaceae, Stilbaceae, Scrophulariaceae, Oftiaceae, Globulariaceae, Gesneriaceae, Plantaginaceae, Bignoniaceae, Pedaliaceae, Martyniaceae, Trapellaceae, Myoporaceae, Acanthaceae, Lentibulariaceae

  - Lamiales — Ясноткоцветные
    - Семейства: Verbenaceae, Phrymaceae, Cyclocheilaceae, Symphoremataceae, Avicenniaceae, Viticaceae, Lamiaceae

  - Callitrichales — Болотникоцветные
    - Семейство Callitrichaceae

  - Hydrostachyales — Гидростахиецветные
    - Семейство Hydrostachyaceae

  - Hippuridales — Хвостникоцветные
    - Семейство Hippuridaceae

#### Подкласс Asteridae
- Надпорядок Campanulanae
  - Campanulales — Колокольчикоцветные
    - Семейства: Pentaphragmataceae, Sphenocleaceae, Campanulaceae, Cyphocarpaceae, Nemacladaceae, Cyphiaceae, Lobeliaceae

  - Goodeniales — Гудениецветные
    - Семейства: Brunoniaceae, Goodeniaceae

  - Stylidiales — Стилидиецветные
    - Семейства: Donatiaceae, Stylidiaceae

  - Menyanthales — Вахтоцветные
    - Семейство Menyanthaceae
- Надпорядок Asteranae
  - Calycerales — Калицероцветные
    - Семейство Calyceraceae

  - Asterales — Астроцветные
    - Семейство Asteraceae

### Класс Liliopsida —Однодольные

#### Подкласс Liliidae
- Надпорядок Lilianae
  - Melanthiales — Мелантиецветные
    - Семейства: Tofieldiaceae, Melanthiaceae, Japonoliriaceae, Xerophyllaceae, Nartheciaceae, Heloniadaceae, Chionographidaceae

  - Colchicales — Безвременникоцветные
    - Семейства: Tricyrtidaceae, Burchardiaceae, Uvulariaceae, Campynemataceae, Scoliopaceae, Colchicaceae, Calochortaceae

  - Trilliales — Триллиецветные
    - Семейство Trilliaceae

  - Liliales — Лилиецветные
    - Семейства: Liliaceae, Medeolaceae

  - Alstroemeriales — Альстёмериецветные
    - Семейство Alstroemeriaceae

  - Iridales — Ирисоцветные (Касатикоцветные)
    - Семейства: Isophysidaceae, Geosiridaceae, Iridaceae

  - Tecophilaeales[10] — Текофилеецветные
    - Семейства: Ixioliriaceae, Lanariaceae, Walleriaceae, Tecophilaeaceae, Cyanastraceae, Eriospermaceae

  - Burmanniales — Бурманниецветные
    - Семейства: Burmanniaceae, Thismiaceae, Corsiaceae

  - Hypoxidales — Гипоксисоцветные
    - Семейство Hypoxidaceae

  - Orchidales — Орхидноцветные (Ятрышникоцветные)
    - Семейство Orchidaceae

  - Amaryllidales — Амариллисоцветные
    - Семейства: Hemerocallidaceae, Hyacinthaceae, Alliaceae, Hesperocallidaceae, Hostaceae, Agavaceae, Amaryllidaceae

  - Asparagales — Спаржецветные
    - Семейства: Convallariaceae, Ophiopogonaceae, Ruscaceae, Asparagaceae, Dracaenaceae, Nolinaceae, Blandfordiaceae, Herreriaceae, Phormiaceae, Dianellaceae, Doryanthaceae, Asteliaceae, Asphodelaceae, Aloaceae, Anthericaceae, Aphyllanthaceae

  - Xanthorrhoeales — Ксанторреецветные
    - Семейства: Baxteriaceae, Lomandraceae, Dasypogonaceae, Calectasiaceae, Xanthorrhoeaceae

  - Hanguanales — Гангуаноцветные
    - Семейство Hanguanaceae
- Надпорядок Dioscoreanae
  - Stemonales — Стемоноцветные
    - Семейства: Stemonaceae, Croomiaceae, Pentastemonaceae

  - Smilacales — Смилаксоцветные
    - Семейства: Luzuriagaceae, Philesiaceae, Rhipogonaceae, Smilacaceae, Petermanniaceae

  - Dioscoreales — Диоскорейноцветные
    - Семейства: Stenomeridaceae, Trichopodaceae, Avetraceae, Dioscoreaceae

  - Taccales — Таккоцветные
    - Семейство Taccaceae

#### Подкласс Commelinidae
- Надпорядок Bromelianae
  - Bromeliales — Бромелиецветные
    - Семейство Bromeliaceae

  - Velloziales[11],[12] — Веллозиецветные
    - Семейство Velloziaceae
- Надпорядок Pontederianae[13]
  - Philydrales — Филидроцветные
    - Семейство Philydraceae

  - Pontederiales — Понтедериецветные
    - Семейство Pontederiaceae

  - Haemodorales — Гемодороцветные
    - Семейства: Haemodoraceae, Conostylidaceae
- Надпорядок Zingiberanae
  - Musales — Бананоцветные
    - Семейства: Strelitziaceae, Musaceae, Heliconiaceae

  - Lowiales — Ловиецветные
    - Семейство Lowiaceae

  - Zingiberales — Имбирецветные
    - Семейства: Zingiberaceae, Costaceae

  - Cannales — Канноцветные
    - Семейства: Cannaceae, Marantaceae
- Надпорядок Commelinanae
  - Commelinales — Коммелиноцветные
    - Семейство Commelinaceae

  - Mayacales — Майякоцветные
    - Семейство Mayacaceae

  - Xyridales — Ксирисоцветные
    - Семейство Xyridaceae

  - Rapateales — Рапатеецветные
    - Семейство Rapateaceae

  - Eriocaulales — Эриокаулоноцветные
    - Семейство Eriocaulaceae
- Надпорядок Hydatellanae
  - Hydatellales — Гидателлоцветные
    - Семейство Hydatellaceae
- Надпорядок Juncanae
  - Juncales — Ситникоцветные
    - Семейства: Juncaceae, Thurniaceae

  - Cyperales — Осокоцветные
    - Семейство Cyperaceae
- Надпорядок Poanae
  - Flagellariales — Флагеллариецветные
    - Семейство Flagellariaceae

  - Restionales — Рестиецветные
    - Семейства: Joinvilleaceae, Restionaceae, Anarthriaceae, Ecdeiocoleaceae

  - Centrolepidales — Центролеписоцветные
    - Семейство Centrolepidaceae

  - Poales — Злакоцветные
    - Семейство Poaceae

#### Подкласс Arecidae
- Надпорядок Arecanae
  - Arecales — Пальмоцветные
    - Семейство Arecaceae

#### Подкласс Alismatidae
- Надпорядок Alismatanae
  - Butomales — Сусакоцветные
    - Семейство Butomaceae

  - Hydrocharitales — Водокрасоцветные
    - Семейства: Hydrocharitaceae, Thalassiaceae, Halophilaceae

  - Najadales — Наядоцветные
    - Семейство Najadaceae

  - Alismatales — Частухоцветные
    - Семейства: Limnocharitaceae, Alismataceae

  - Aponogetonales — Апоногетоноцветные
    - Семейство Aponogetonaceae

  - Juncaginales — Ситниковидноцветные
    - Семейства: Scheuchzeriaceae, Juncaginaceae, Lilaeaceae, Maundiaceae

  - Potamogetonales — Рдестоцветные
    - Семейства: Potamogetonaceae, Ruppiaceae

  - Posidoniales — Посидониецветные
    - Семейство Posidoniaceae

  - Cymodoceales — Цимодоцеецветные
    - Семейства: Zannichelliaceae, Cymodoceaceae

  - Zosterales — Взморникоцветные
    - Семейство Zosteraceae

#### Подкласс Triurididae
- Надпорядок Triuridanae
  - Petrosaviales — Петросавиецветные[14]
    - Семейство Petrosaviaceae

  - Triuridales — Триурисоцветные
    - Семейство Triuridaceae

#### Подкласс Aridae
- Надпорядок Aranae
  - Arales — Аронникоцветные
    - Семейства: Araceae, Pistiaceae, Lemnaceae

  - Acorales — Аироцветные
    - Семейство Acoraceae
- Надпорядок Cyclanthanae
  - Cyclanthales — Циклантоцветные
    - Семейство Cyclanthaceae
- Надпорядок Pandananae
  - Pandanales — Панданоцветные
    - Семейство Pandanaceae
- Надпорядок Typhanae
  - Typhales — Рогозоцветные
    - Семейства: Sparganiaceae, Typhaceae